# Ks-Signalsystem

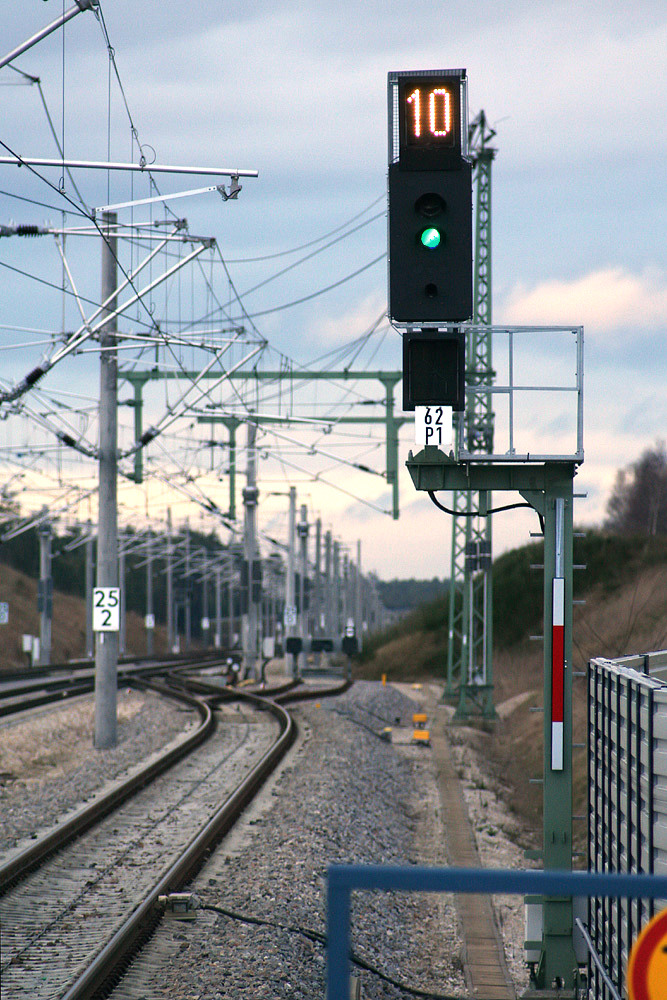
Ks-Signal in Allersberg in der Funktion eines Hauptsignals. Signalbegriff: Ks 1 (Fahrt …) und Zs 3 – Geschwindigkeitsanzeiger (… mit 100 km/h)

Das Ks-Signalsystem (Ks steht für Kombinationssignal) wird seit 1994 bei der Deutschen Bahn AG (vorher Deutsche Bundesbahn und Deutsche Reichsbahn) verwendet. Es kommen Signale zum Einsatz, die Vor- und/oder Hauptsignalfunktion in einem Signalschirm vereinen. Sie ersetzen nach und nach im Rahmen von Stellwerksneubauten die alten H/V-Licht- und Formsignale, die Hl-Signale sowie die Sv-Signale. Ihr Einsatzgebiet ist auf elektronische Stellwerke (ESTW) beschränkt, da die Entwicklung entsprechender Relaisbaugruppen als nicht wirtschaftlich betrachtet wurde.

## Geschichte
Im Zuge der deutschen Wiedervereinigung und der damit verbundenen Zusammenlegung der Deutschen Bundesbahn mit der Deutschen Reichsbahn entstand die Notwendigkeit, die in Ost und West unterschiedlichen Signalsysteme zu vereinheitlichen.
Das bei der Bundesbahn übliche H/V-Signalsystem und das bei der Deutschen Reichsbahn verwendete Hl-Signalsystem waren allerdings nicht zueinander kompatibel, sodass eine zeitnahe Umstellung aller Signale in einem Teil Deutschlands technisch schwierig war.
1987 gründete die Deutsche Bundesbahn eine Arbeitsgruppe, um die erweiterten Möglichkeiten der neu errichteten elektronischen Stellwerke (ESTW) besser zu nutzen. Das Ks-Signalsystem war daher von vornherein nur für den Einsatz bei ESTW vorgesehen. Eine Rückportierung auf Relaisstellwerke war nicht angedacht. Die Arbeitsgruppe erarbeitete ihren Vorschlag dabei auf der Basis des auf der Strecke Augsburg–Donauwörth erprobten neuartigen Sk-Signalsystems.
Die Vorstände beider deutscher Staatsbahnen beschlossen im März 1991 die Einführung dieses neuen Signalsystems. Es wurde dabei Ks-Signalsystem genannt, weil Vor- und Hauptsignal in einem Signal kombiniert werden konnten. Die Bezeichnung ist nicht mit den ebenfalls bei der Deutschen Bundesbahn eingeführten Kompaktsignalen (KS) zu verwechseln, welche einen neuartigen Signalschirm für H/V-Signale darstellen und den Ks-Signalen optisch ähneln.
Der erste mit Ks-Signalen ausgestattete Streckenabschnitt Magdeburg–Sudenburg–Marienborn wurde 1993 innerhalb des Steuerbezirkes des elektronischen Stellwerkes Eilsleben durch die Deutsche Reichsbahn in Betrieb genommen. Es war gleichzeitig das erste ESTW der Deutschen Reichsbahn, während die Deutsche Bundesbahn bereits zuvor ESTW – jedoch mit H/V-Signalen – in Betrieb genommen hatte.
Rechtlich sind Ks-Signale bis heute kein Teil der Eisenbahn-Signalordnung (ESO). Sie wurden allerdings als Betriebsversuch mit Bescheid (EBA Pr.2412 Aks521.doc Frau Rudolph) zur ESO des Eisenbahn-Bundesamtes vom 30. November 1995 bis zum Inkrafttreten der 4. Änderungsverordnung zur ESO genehmigt. Die genannte Änderungsverordnung wurde jedoch nie erlassen, sodass der Betriebsversuch bis heute andauert.
Mit Inbetriebnahme erster Streckenabschnitte mit ETCS Level 2 ohne Signale (L2oS) wurden ab 2015 erstmals Zufahrtsicherungssignale eingeführt. Wenn nach einem Zufahrtsicherungssignal keine Fahrwegverzweigung mehr zu einer nicht mit L2oS ausgerüsteten Strecke besteht, können diese Ks-Signale nicht den Signalbegriff „Fahrt“ zeigen und sind bei regulären Zugfahrten dunkelgeschaltet.

## Aufbau
Das Ks-Signalsystem orientiert sich dabei am UIC-Merkblatt 732 E („Grundsätze für die Signalisierung von Zugfahrten mit ortsfesten Signalen“). Wesentliches Merkmal ist die im Merkblatt geforderte Trennung von Zugfolge- und Geschwindigkeitssignalisierung.
An einem Standort steht wie beim Hl-Signalsystem dabei nur ein Signal, das entweder als
- reines Vorsignal
- reines Hauptsignal oder
- kombiniertes Vor- und Hauptsignal (Mehrabschnittssignal)

dienen kann.
Im Gegensatz dazu sind beim H/V-Signalsystem an Standorten von Vor- und Hauptsignalen beide am gleichen Standort aufgestellt und elektrisch miteinander verschaltet. Dadurch konnten für Signale ohne Geschwindigkeitsbeschränkungen die Anzahl der Lichtpunkte (ohne Zusatzlichter) von sieben bei H/V (Hp 00, Hp 1, Vr 0 und Vr 1) auf drei (Hp 0, Ks 1 und Ks 2) reduziert werden. Außerdem konnte Platz eingespart werden, da nur noch ein Signalschirm erforderlich ist.
Jedes Signal kann ein Zusatzlicht aufnehmen, wobei zwischen einem verkürzten Bremswegabstand am Vor- oder Mehrabschnittssignal (Zusatzlicht oben) und einem Vorsignalwiederholer (Zusatzlicht unten) unterschieden wird. Bei H/V gibt es diese Unterscheidung nicht. Ist das Signal mit einem Zusatzlicht ausgerüstet, kann dieses auch als Kennlicht Verwendung finden.
In der Anfangszeit hatten Vorsignalwiederholer einen großen weißen Ring um die Signallaternen der Hauptoptiken. Diese Kennzeichnung wurde später abgeschafft, wobei bestehende Signale zunächst nicht umgerüstet wurden.
Die Hauptsignaloptiken sind Volllinsen mit 136 mm Durchmesser (V 136), während die für sonstige Zwecke benötigten Signallampen (Zs 1, Zs 7, Sh 1, Ra 12, Kennlicht, Zusatzlicht) einen Durchmesser von 70 mm (St 70) aufweisen. Eine Weißlampe kann für mehrere Zwecke (Zs 1, Sh 1, Ra 12) verwendet werden, ähnlich wie beim Hl-Signalsystem. Seit 2021 sind auch Dreifarben-LED-Optiken für Hauptsignalbegriffe in einer Optik zugelassen. Beim H/V-Signalsystem war die Mehrfachausnutzung von Lichtpunkten nicht möglich.
Im Gegensatz zum H/V-Signalsystem entfällt eine komplizierte elektrotechnische Verschaltung am Signal. Alle Hauptoptiken sind einzeln angesteuert. Dies soll eine Erhöhung der Zuverlässigkeit und Verfügbarkeit bewirken. Im Gegensatz zum H/V-Signalsystem, bei dem der Ausfall einer Lampe schon gravierende Folgen haben konnte, ist das Ks-Signalsystem in der Lage, entsprechende Ausfälle zu kompensieren. Wenn beispielsweise beim H/V-Signalsystem eine Gelblampe des Vorsignals ausfällt, kann ein am gleichen Standort stehendes Hauptsignal nicht auf Fahrt gehen, da zunächst das Signalbild Vr 0 des Vorsignals sichergestellt sein muss. Beim Ks-Signalsystem bleibt hingegen das Signal bei ausgefallener Gelblampe auf Halt, wechselt jedoch auf Ks 1 (Fahrt), wenn das folgende Signal auf Fahrt geht und die gelbe Signallampe daher nicht mehr benötigt wird. Ist hingegen die Grünlampe ausgefallen, wechselt das Signal auf Ks 2 (Halt erwarten), auch, wenn das folgende Signal schon Fahrt zeigt. Beim H/V-Signalsystem blieb beim Ausfall der Grünlampe des Hauptsignals das Signal auf Halt. Dadurch kann das Ks-Signalsystem mit minimalen betrieblichen Auswirkungen auf Lampenausfälle reagieren und den Betrieb dadurch flüssig halten.

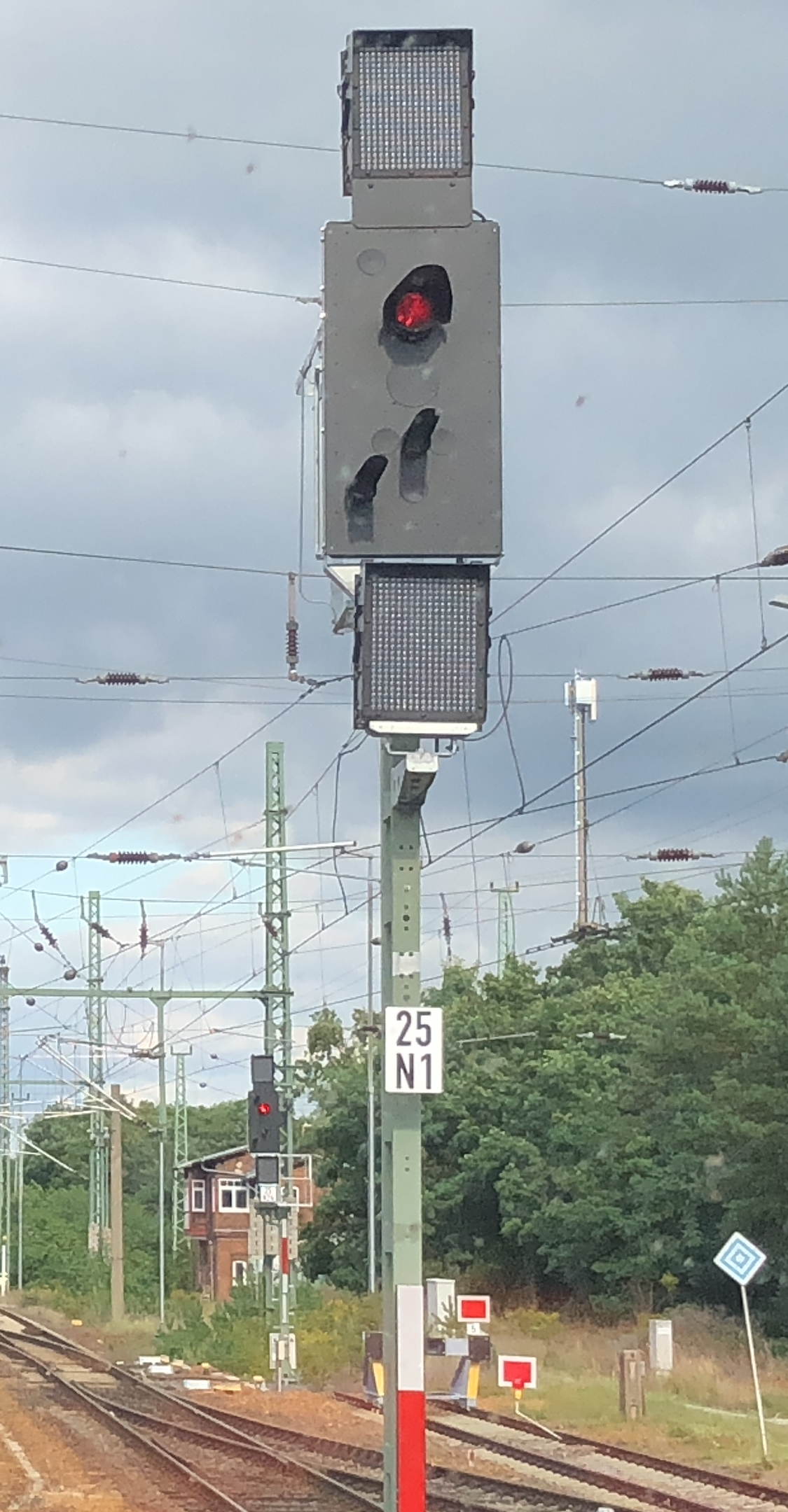
Ks-Signal mit Mehrfarbenoptik

Besondere Ausführungen von Ks-Signalen sind Signale, die nur als Zielsignal für Zugfahrten dienen (nur rote Optik vorhanden, sogenannte „fahrtbildlose“ Hauptsignale) und Signale, die nur Richtung Stumpfgleisen stehen (keine grüne Optik vorhanden).
Jedes Ks-Signal kann als betrieblich abschaltbar projektiert werden. In diesem Fall wird das obere weiße Licht (das auch als Zusatzlicht zum Einsatz kommen kann) als Kennlicht angeschaltet, um den Triebfahrzeugführer darüber zu informieren, dass das Signal nicht gestört ist. Eine vollständige Dunkelschaltung ist im Bereich von LZB CE 2 vorgesehen. In diesem Fall wird die rote Signallaterne abgeschaltet, wenn im folgenden Abschnitt nur ein bis zu einem Blockkennzeichen reichender Blockabschnitt frei ist (sogenannter Teilblockmodus). Bei ETCS Level 2 ist dagegen sogar eine vollständige Dunkelschaltung aller Signale realisiert, sodass ein in ETCS Level 2 fahrender Zug ausschließlich an dunklen Signalschirmen vorbei fährt. Dabei ist die bei LZB CE 2 noch übliche Anzeige von grünen oder gelben Laternen, sofern sie nicht im Widerspruch zu den Führungsgrößen stehen, abgeschafft worden.
Geschwindigkeiten werden ausschließlich durch Geschwindigkeitsanzeiger (Zs 3, Zs 3v) signalisiert. Dabei besteht, wie schon beim Hl-Signalsystem, die Möglichkeit des Hochsignalisierens.
Teilweise werden an Ks-Signalen Mehrfarbenoptiken verwendet, bei denen an einem Lichtaustrittspunkt statt einer bis zu drei Farben dargestellt und somit die Signalschirme (von 64 × 125 cm auf 50 × 97 cm) verkleinert werden können, da für Hp 0, Ks 1 und Ks 2 nur noch eine gemeinsame Optik benötigt wird. Dabei wird das Licht von einem LED-Mehrfarbsignalgeber per Lichtwellenleiter zum Lichtwellenaustrittspunkt geleitet.

## Signalbilder
Je nach Funktion des Ks-Signals haben die Signalschirme ein unterschiedliches Aussehen:
Ks-VorsignalReine Ks-Vorsignale verfügen über zwei meist waagerecht nebeneinander angeordnete Signallampen in den Farben grün und gelb. Im Unterschied zu den reinen Hl-Vorsignalen ist die Anordnung dabei meist gegensätzlich: Beim Ks-Signalsystem ist die grüne Laterne links und die gelbe Laterne rechts. Am Signalmast ist das Signal Ne 2 – Vorsignaltafel angebracht (übliche Form siehe rechts); in den ersten ESTW-Bereichen der Deutschen Reichsbahn kam zur Kennzeichnung ein mit der Spitze nach unten zeigendes gelbes Dreieck zum Einsatz.
Ks-HauptsignalReine Ks-Hauptsignale verfügen über zwei meist senkrecht übereinander angeordnete Signallampen mit den Farben rot und grün. Im Gegensatz zum H/V-Signalsystem ist dabei in der Regel die rote Laterne oben und darunter die grüne Laterne angeordnet. Am Signalmast ist ein weiß-rot-weißes Mastschild (übliche Formen siehe rechts) oder selten abweichende Mastschilder für Hauptsignale angebracht. In den ESTW-Pilotprojekten der Deutschen Reichsbahn war es ursprünglich ein Mastschild mit einem mit der Spitze nach oben weisenden roten Dreieck auf weißem Grund.
Ks-MehrabschnittssignalKs-Mehrabschnittssignale sind Hauptsignale, die zugleich Vorsignalfunktion besitzen. Sie haben normalerweise im Dreieck angeordnete Signallampen, wobei rot oben mittig, grün links und gelb rechts waagrecht nebeneinander unter der roten Signallampe angebracht sind. Bei Einfahrsignalen für ein Stumpfgleis kann die grüne Signallaterne fehlen und die gelbe Signallampe – sofern sie nicht als Blindoptik vorhanden ist – wie beim reinen Hauptsignal anstelle der dort grünen Signallampe direkt unter der roten Signallampe angeordnet sein. Ist am Signalmast ein weiß-rot-weißes Mastschild angebracht, befindet sich zur Kennzeichnung der zusätzlichen Vorsignalfunktion ein mit der Spitze nach unten weisendes gelbes Dreieck (siehe rechts). Bei den ESTW-Pilotprojekten der Deutschen Reichsbahn war das mit der Spitze nach oben weisende rote Dreieck über dem mit der Spitze nach unten weisendem gelben Dreieck angeordnet.
| Signalbegriff, -bedeutung und -beschreibung | Signalbilder | Signalbilder            | Signalbilder              | Signalbilder | Signalbilder           |
| Signalbegriff, -bedeutung und -beschreibung | Vorsignal    | Vorsignal               | Vorsignal                 | Hauptsignal  | Mehrabschnitts- signal |
| Signalbegriff, -bedeutung und -beschreibung |              | mit verkürztem Bremsweg | als Vorsignal-wiederholer | Hauptsignal  | Mehrabschnitts- signal |
| --- | ------------ | ----------------------- | ------------------------- | ------------ | ---------------------- |
| Signal Hp 0 – „Halt“ |              |                         |                           |              |                        |
| Ein rotes Licht. |              |                         |                           |              |                        |
| Ks 1 – „Fahrt“ |              |                         |                           |              |                        |
| Ein grünes Licht bzw. ein grünes Blinklicht. Das Signal zeigt ein grünes Blinklicht, wenn an diesem Signal ein Signal Zs 3v gezeigt wird. Das an einem Haupt- oder Mehrabschnittssignal gezeigte Signal erlaubt die Anwendung der im Fahrplan zugelassenen Geschwindigkeit, wenn kein Signal Zs 3 – Geschwindigkeitsanzeiger angezeigt wird. Ein solches lässt sich daran erkennen, „dass ein Ks-Signal in seiner Funktion als Hauptsignal immer durch ein Mastschild kenntlich gemacht ist“. Trägt das Signal weder ein Mastschild, noch ein Signal Ne 2 – Vorsignaltafel, handelt es sich um einen Vorsignalwiederholer. Handelt es sich um ein Signal mit Vorsignalfunktion, steht das nächste Hauptsignal auf Fahrt. Handelt es sich um ein Signal vor einer Fahrwegverzweigung, bei der nur in einer bestimmten Richtung ein weiteres Hauptsignal folgt, kündigt das Signal unter Umständen auch trotz gelbem Dreieck kein weiteres Hauptsignal an. |              |                         |                           |              |                        |
| Ks 2 – „Halt erwarten“ |              |                         |                           |              |                        |
| Ein gelbes Licht. Das Signal erlaubt die Vorbeifahrt und kündigt Halt am folgenden Hauptsignal, hoch stehendem Sperrsignal oder Schutzhaltsignal Sh 0 (alt) bzw. Sh 2 (neu) an Prellböcken, an. Die gelbe Lampe zeigt immer Ruhelicht, auch wenn ein Signal Zs 3v an dem Signal leuchtet oder fest als Tafel aufgestellt ist. Wenn das folgende Signal in einem verkürzten Vorsignalabstand steht, leuchtet zusätzlich ein weißes Zusatzlicht bei erstmaliger Ankündigung (oben links im Signalschirm, unten wenn es sich um einen Vorsignalwiederholer handelt). Unter Umständen ist in diesem Fall ein Geschwindigkeitsanzeiger Zs 3 aktiv. |              |                         |                           |              |                        |

### Zusätzliche Signalbegriffe

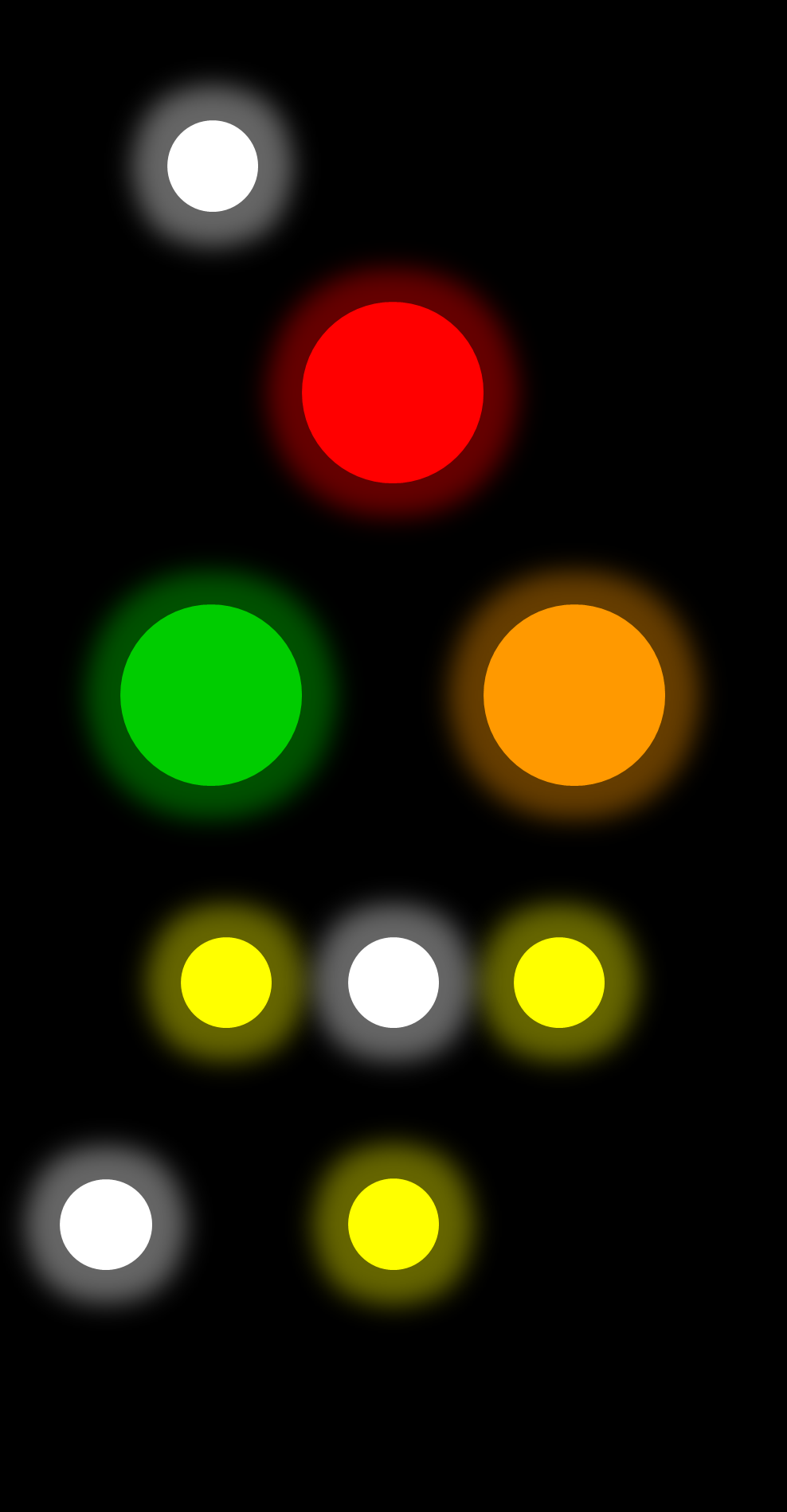
Ein ausgeleuchteter, voll ausgerüsteter Ks-Mehrabschnittssignalschirm mit den Signalbegriffen
- Kennlicht,
- Zusatzlicht (verkürzter Bremsweg),
- Hp 0 Halt,
- Ks 1 Fahrt,
- Ks 2 Halt erwarten,
- Zs 7 Vorsichtsignal,
- Sh 1/Ra 12 Rangierfahrt erlaubt (DV 301) bzw. Fahrverbot aufgehoben (DS 301),
- Zs 1 Ersatzsignal und
- Zusatzlicht (Vorsignalwiederholer).

Ks-Signale mit Vorsignalfunktion können mit einem weißen Zusatzlicht im oberen Bereich auf einen um mehr als 5 % verkürzten Bremswegabstand der Strecke zwischen Vor- und Hauptsignal hinweisen.
In diesem Fall kann auch ein Geschwindigkeitsanzeiger eine geringere Geschwindigkeit signalisieren, um für ausreichenden Bremsweg zu sorgen. Diese Geschwindigkeitssignalisierung kann nachträglich wegfallen, wenn das folgende Signal auf Fahrt geht. Die Geschwindigkeitssignalisierung kann auch in einem fehlenden oder verkürzten Durchrutschweg hinter dem folgenden Signal begründet sein. Auch in diesem Fall entfällt diese nachträglich, wenn das folgende Signal auf Fahrt geht.
Ein weißes Zusatzlicht im unteren Bereich kennzeichnet das Signal als Vorsignalwiederholer, also wurde das Signalbild des nächsten Hauptsignals schon vorher angekündigt. Dieses Zusatzlicht leuchtet nur, wenn das Signal nicht Ks 1 Fahrt (dauerhaft leuchtend, also ohne Zs 3v) zeigt.
Ks-Signale, die zeitweilig betrieblich abgeschaltet sind, zeigen anstelle der sonst vorgesehenen Signalbilder ein weißes Licht (Kennlicht).
Bei Verwendung im Bahnhofsbereich kann ein Sh 1/Ra 12-Signal (zwei weiße Lichter nach rechts steigend) gezeigt werden, das Rangierfahrten die Vorbeifahrt am Halt zeigenden Signal erlaubt.

### Sh 1 Lichtsignal (DS 301)/Signal Ra 12 – Rangierfahrtsignal (DV 301)
Bei Verwendung auf Betriebsstellen, auf denen rangiert wird, kann das Signal Sh 1 Lichtsignal (DS 301)/Ra 12 – Rangierfahrtsignal (DV 301) (Zwei weiße Lichter nach rechts steigend) gezeigt werden. In Verbindung mit Signal Hp 0 zeigt das Signal an, dass das Haltegebot für Rangierfahrten aufgehoben ist und signalisiert, dass Rangierfahrten die Vorbeifahrt am Halt zeigenden Signal erlaubt ist.

### Zusatzsignale
In den meisten Signalschirmen für Ks-Haupt- und Mehrabschnittssignale können die Zusatzsignale Ersatzsignal (Zs 1) oder Vorsichtsignal (Zs 7) vorhanden sein. Ein Signal ist dabei in der Regel nur mit einem der beiden Zusatzsignale ausgerüstet.
Das Vorsichtsignal (Zs 7) kommt meist an Einfahr- und Zwischensignalen zum Einsatz, das Ersatzsignal (Zs 1) kommt meist an Ausfahr- und Blocksignalen zum Einsatz.
Das Ersatzsignal kommt im Ks-Signalsystem ausschließlich in der Variante als weißes Blinklicht zur Anwendung. Wenn das Signal auch Sh 1 (DS 301) bzw. Ra 12 (DV 301) zeigen kann, wird die untere linke Lampe dieses Signalbildes verwendet, ansonsten eine eigene weiße Lampe, die sich meist mittig im unteren Bereich befindet.
Weitere Zusatzsignale können auf zusätzlichen Flächen unter, seitlich oder über dem eigentlichen Signal angezeigt werden.
Zusatzsignale, die in der Regel über dem Signal angezeigt werden:
- Geschwindigkeitsanzeiger (Zs 3) in Form einer weiß leuchtenden Kennziffer oder einer festen Tafel. Das Formsignal Zs 3 an Hauptsignalen ist ein schwarzes Dreieck mit weißem Rand und einer weißen Kennziffer mit der Spitze nach oben.

Zusatzsignale, die in der Regel unter dem Signal angezeigt werden:
- Richtungsanzeiger (Zs 2) in Form eines weiß leuchtenden Buchstabens
- Richtungsvoranzeiger (Zs 2v) in Form eines gelb leuchtenden Buchstabens
- Geschwindigkeitsvoranzeiger (Zs 3v) in Form einer gelb leuchtenden Kennziffer oder einer Tafel (Formsignal). Um auf das Signal Zs 3v aufmerksam zu machen, blinkt das grüne Licht im Signalschirm (Ks 1).
- Gegengleisanzeiger (Zs 6) in Form eines weiß leuchtenden Lichtstreifens von rechts nach links steigend, dessen Enden nach oben und unten senkrecht abgebogen sein können, oder einer Tafel (Formsignal), wenn nur Ausfahrten auf das Gegengleis möglich sind (bei Ausrüstung mit Zs 8 gleiche Optik wie Signal Zs 8)
- Gegengleisfahrt-Ersatzsignal (Zs 8) in Form eines weißblinkenden Lichtstreifen von rechts nach links steigend, dessen Enden nach oben und unten senkrecht abgebogen sein können (gleiche Optik wie Signal Zs 6)
- Stumpfgleis- und Frühhaltanzeiger (Zs 13) in Form eines um 90° nach links umgelegten gelbleuchtenden „T“ oder einer festen Tafel

Zusatzsignale, die seitlich neben dem Signal angezeigt werden können:
- Gegengleisanzeiger (Zs 6) in Form eines weiß leuchtenden Lichtstreifens von rechts nach links steigend, dessen Enden nach oben und unten senkrecht abgebogen sein können.
- Gegengleisfahrt-Ersatzsignal (Zs 8) in Form eines weißblinkenden Lichtstreifen von rechts nach links steigend, dessen Enden nach oben und unten senkrecht abgebogen sein können (gleiche Optik wie Signal Zs 6).

### Hochsignalisieren

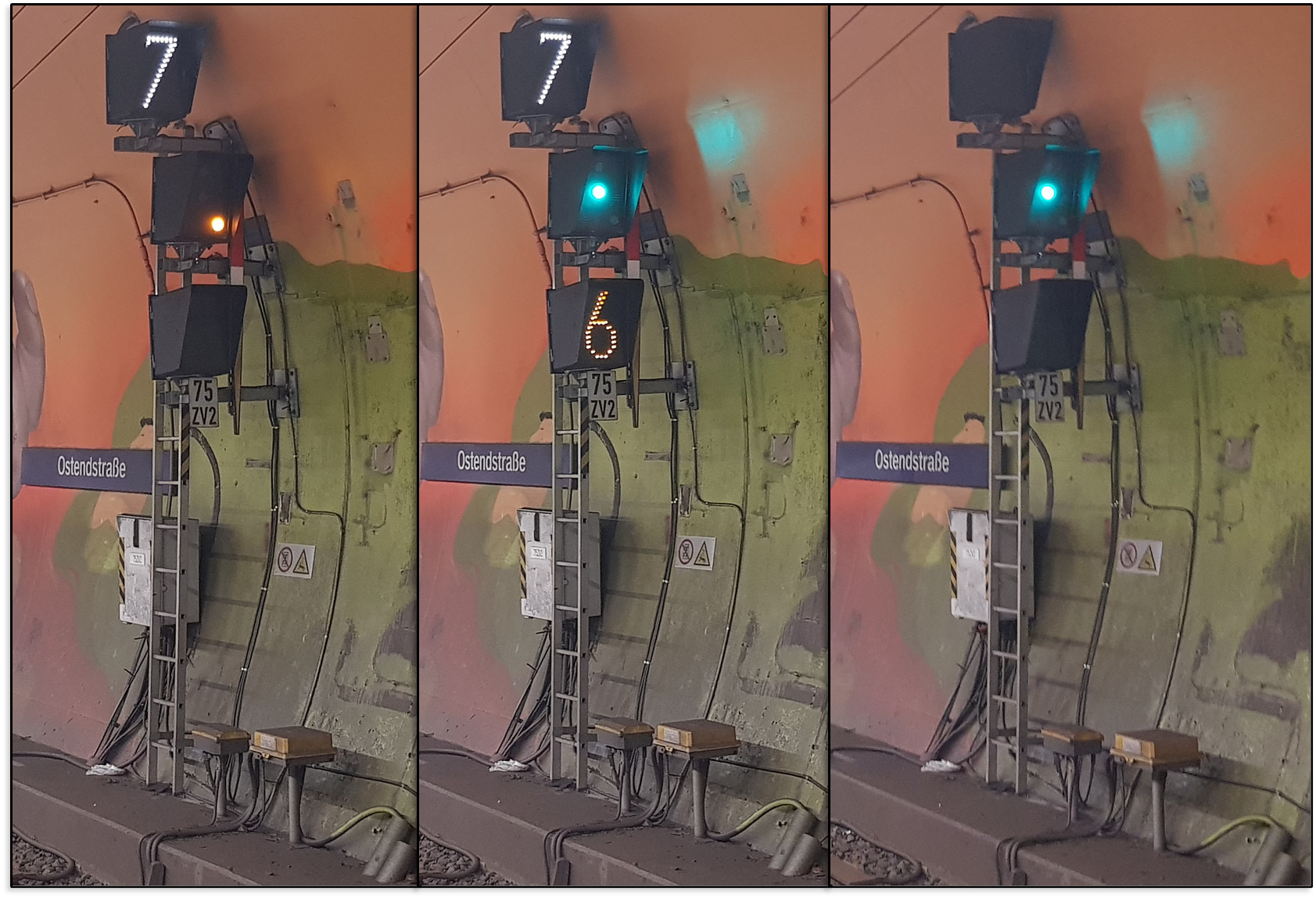
Die Ks-Signalisierung im City-Tunnel Frankfurt reizt die Möglichkeiten des Ks-Systems aus: Bei einem freien Abschnitt sind in diesem Beispiel bis zu 70 km/h zulässig (mit „Halt“ am Folgesignal), bei zwei freien Abschnitten sind 60 km/h am Folgesignal zu erwarten, bei drei freien Abschnitten bestehen keine Einschränkungen mehr (80 km/h über Folgesignal hinweg zulässig).

Beim Hochsignalisieren handelt es sich um die Möglichkeit, einen Fahrtbegriff mit geringerer Höchstgeschwindigkeit in einen Fahrtbegriff mit höherer zulässiger Geschwindigkeit umzuschalten, wovon hauptsächlich auf dicht befahrenen Streckenabschnitten Gebrauch gemacht wird, auf denen die Signale in sehr kurzen Abständen aufeinander folgen. Diese Möglichkeit existierte bereits bei den Hl-Signalen, nicht jedoch beim H/V-Signalsystem, bei dem ein einmal eingestellter Fahrtbegriff nicht verändert werden konnte.

### Gestufte Heruntersignalisierung

Signalbilder bei zusätzlichem Zs 3 zwischen Vor- und Hauptsignal

Steht zwischen zwei Hauptsignalen ein allein stehendes Signal Zs 3 – Geschwindigkeitsanzeiger, kann dieser auch durch ein Signal Zs 3v – Geschwindigkeitsvoranzeiger am vorherigen Hauptsignal angekündigt werden.
Die mit Hilfe des Geschwindigkeitsvoranzeigers angekündigte Geschwindigkeitsbegrenzung bezieht sich in diesem Fall nicht auf eine am folgenden Hauptsignal zu erwartende Geschwindigkeitsbeschränkung, sondern es handelt sich um eine gestufte Heruntersignalisierung, in der Regel auf dem Weg zu einem Halt zeigenden Zielsignal, was neben einem Hauptsignal auch z. B. ein Prellbock sein kann. Daher erfolgt die Signalisierung am vorherigen Hauptsignal dann mit Ks 2 in Verbindung mit einem Zs 3v. (Bei einem Geschwindigkeitsvoranzeiger an einem „Fahrt, Fahrt erwarten“ zeigenden Mehrabschnittssignal ist für Triebfahrzeugführer nicht eindeutig erkennbar, ob sich der Voranzeiger auf einen Geschwindigkeitsanzeiger am folgenden Hauptsignal oder einem diesem vorgelagerten bezieht. Eine eindeutige Signalisierung ist in diesem Fall nicht mehr gewährleistet.)
Solche Konstellationen gibt es beispielsweise bei sämtlichen Prellbockgleisen in Frankfurt am Main Hauptbahnhof, in Frankfurt (Main) Flughafen Fernbahnhof aus Richtung Frankfurter-Kreuz-Tunnel oder in Heidelberg Hauptbahnhof aus allen Richtungen.
Eine analog mögliche Heraufsignalisierung ist vom Prinzip ähnlich, kommt aber ohne Geschwindigkeitsvoranzeiger aus.
Auch im H/V-Signalsystem sind derartige Signalisierungen möglich.

## Bilder

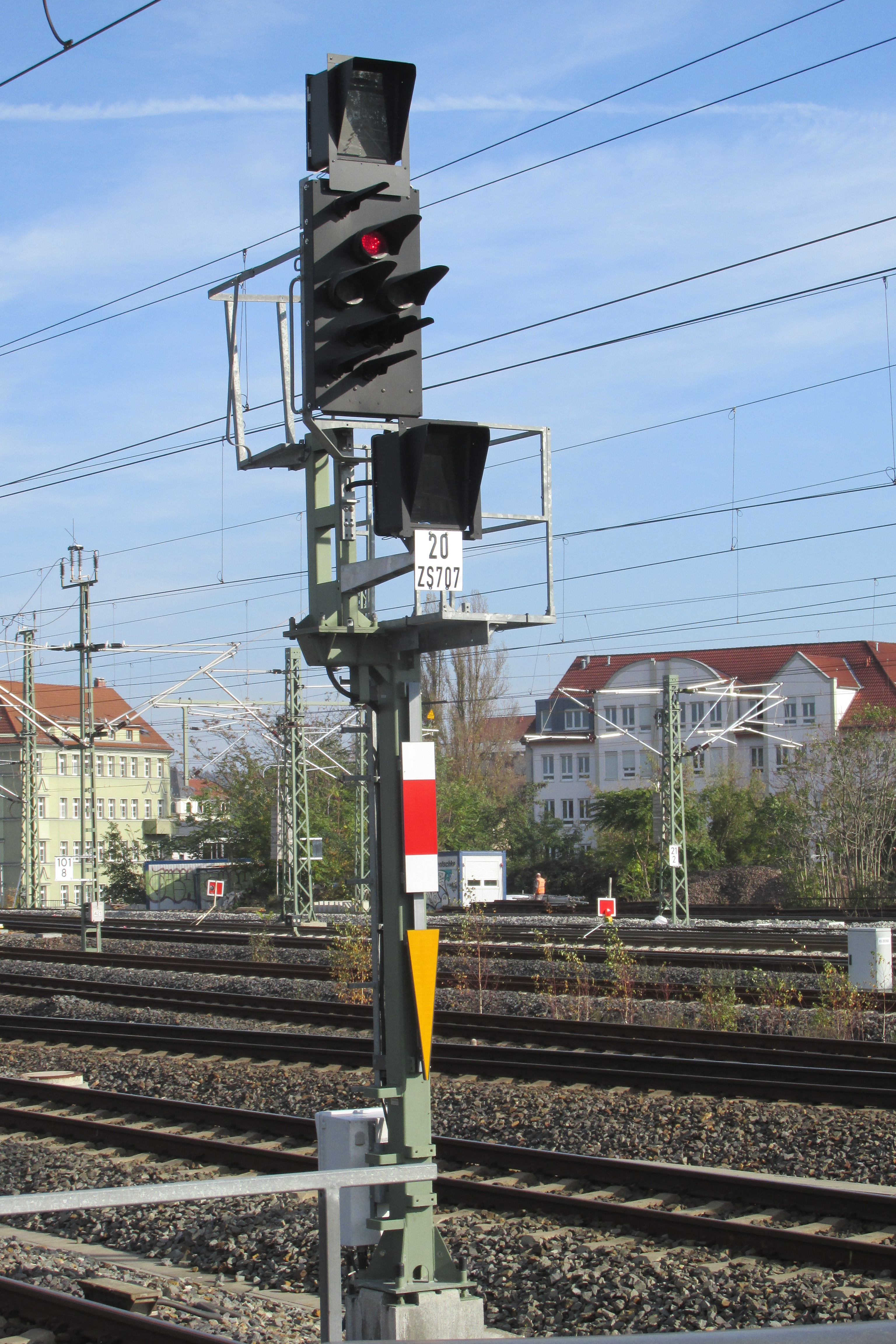
Mehrabschnittssignal mit zwei Zusatzanzeigern im Bahnhof Dresden-Neustadt
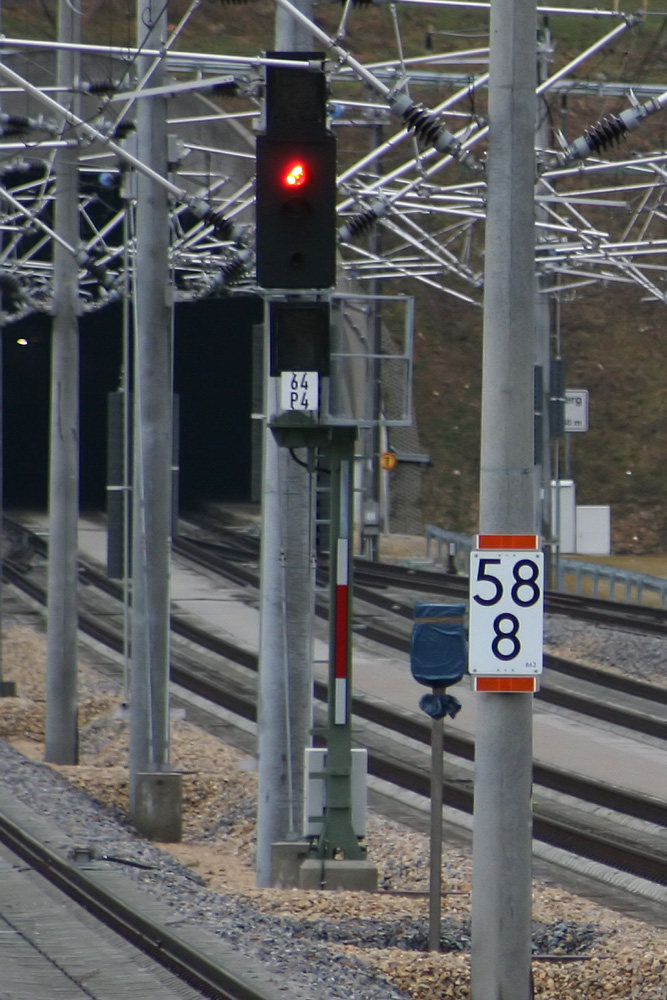
Ks-Signal im Bahnhof Kinding (Altmühltal) in der Funktion eines Hauptsignals. Signalbegriff: Halt (Hp 0)
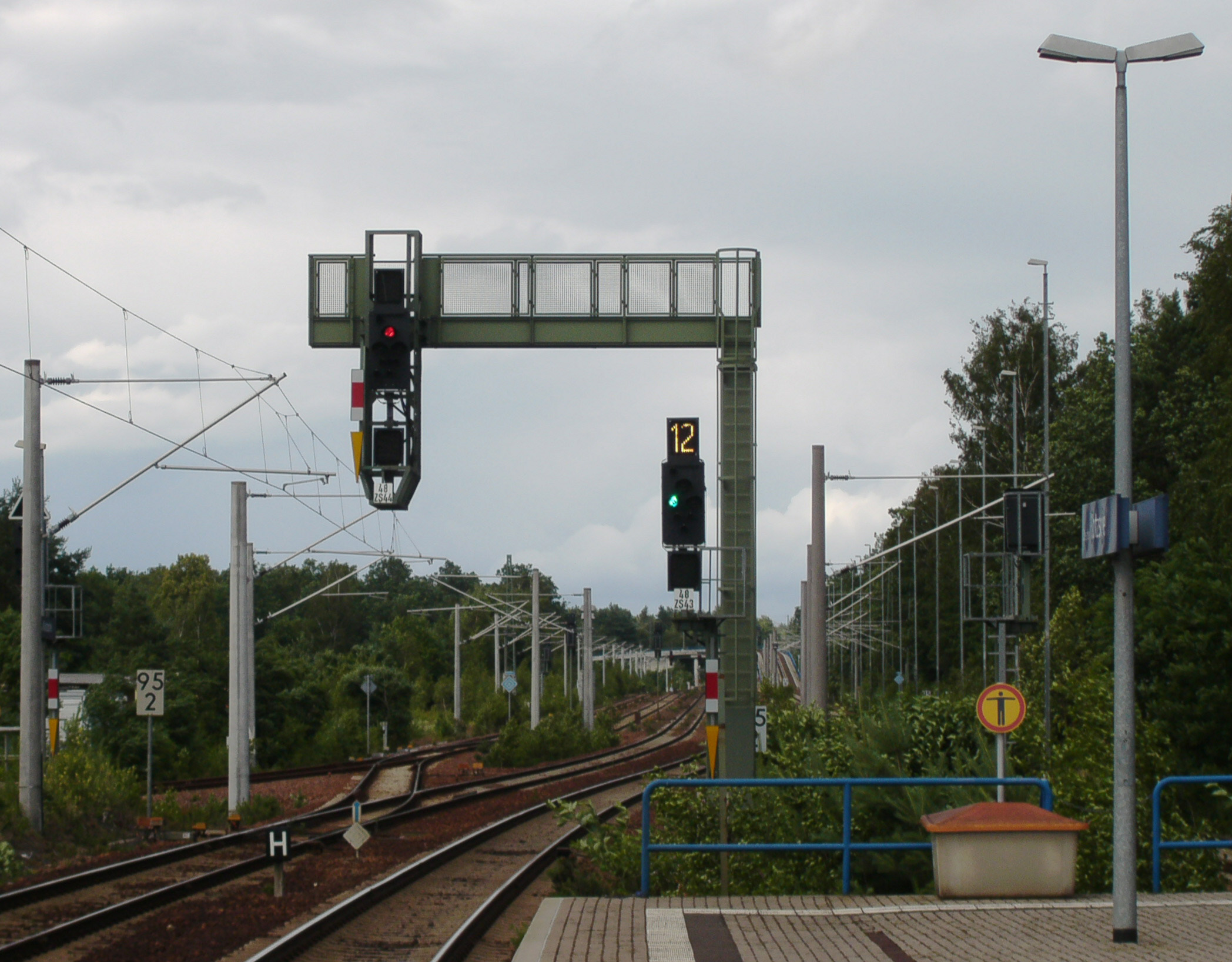
Signale Hp 0 (Halt) an dem Signalausleger (für linkes Gleis) und Ks 1 mit Zs 3 Fahrt mit 120 km/h und Fahrt erwarten (für rechtes Gleis), beide in Vor- und Hauptsignalfunktion in Dresden-Klotzsche, Zwischensignale der Strecke Richtung Görlitz
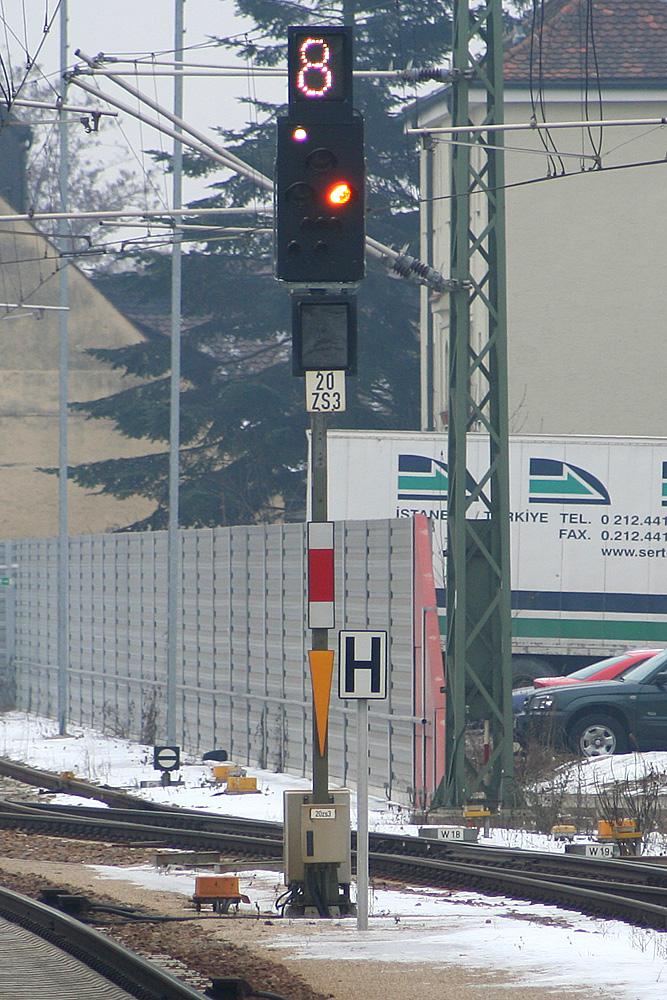
Ks-Signal (Mehrabschnittsignal) in Ingolstadt Nord in der Funktion eines Haupt- und Vorsignals. Signalbegriff: Fahrt mit 80 km/h,Halt erwarten (Ks 2 mit Zs 3) im verkürzten Bremswegabstand.
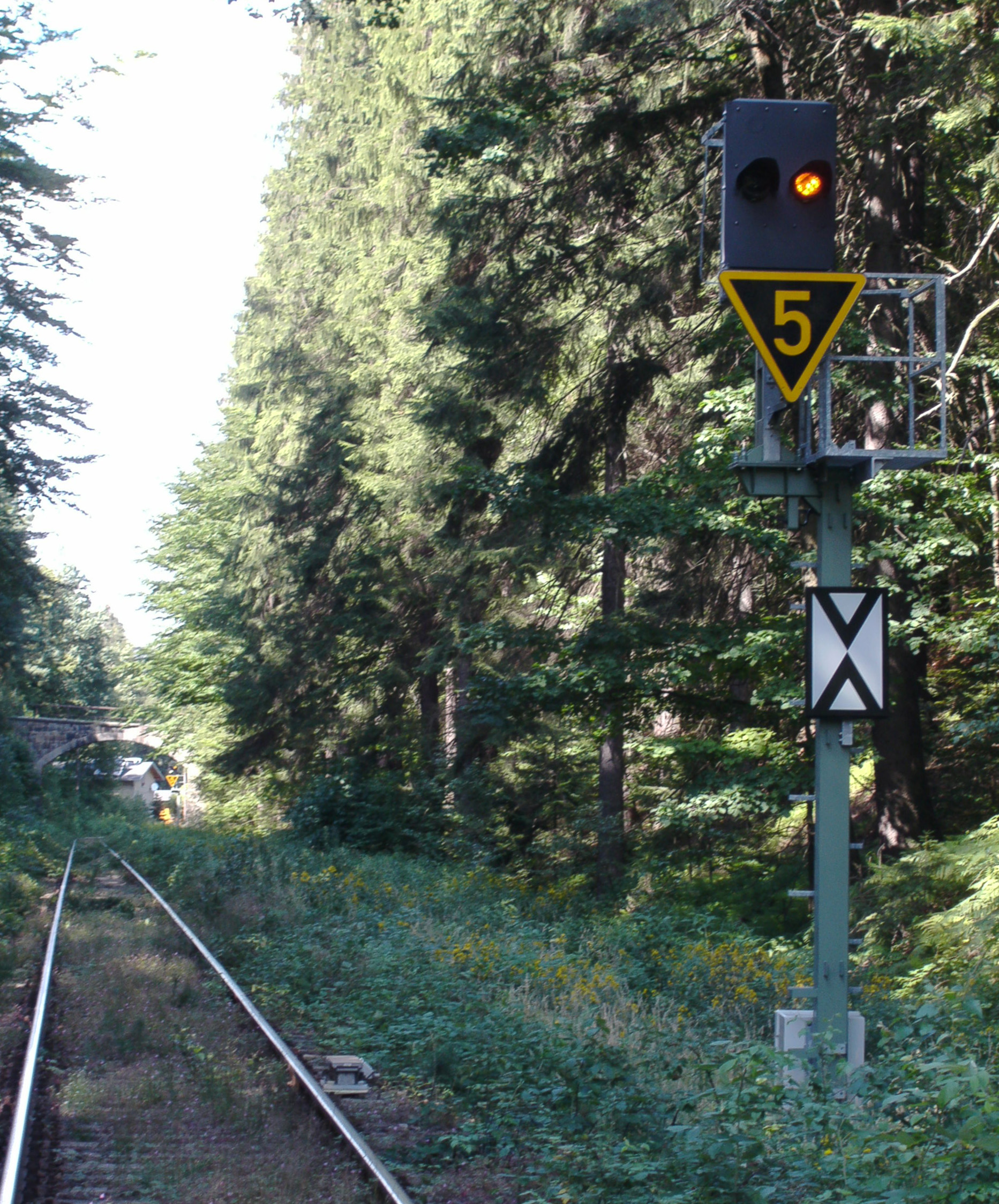
Signal Ks 2 (Halt erwarten) an reinem Vorsignal mit Ne 2 und festem Zs 3v (nur gültig in Verbindung mit Ks 1) an der Strecke von Bad Schandau vor dem Bahnhof Neukirch (Lausitz) West
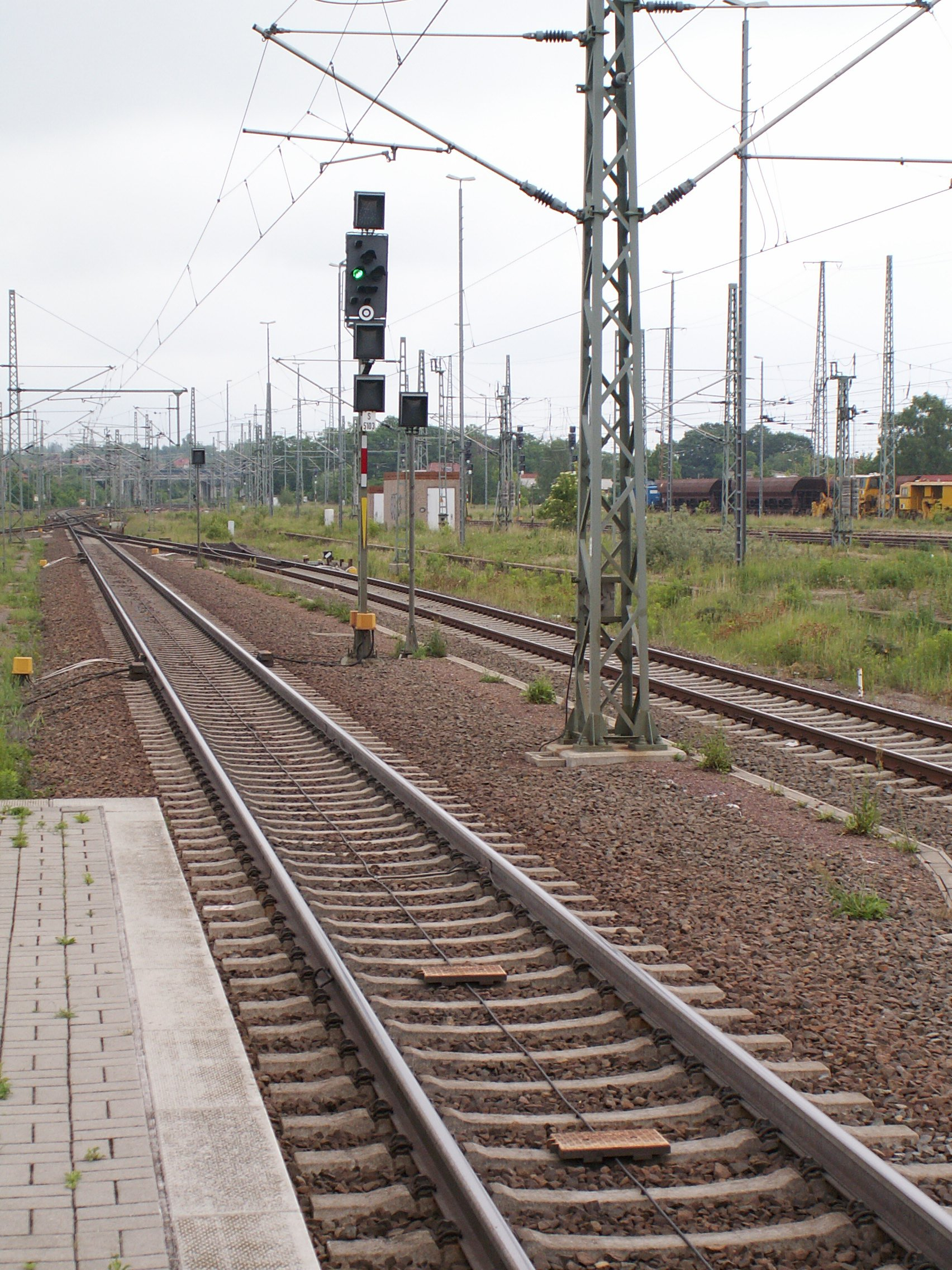
Ks-Signal mit Ks 1 an der nördlichen Ausfahrt am Bahnsteig 3 des Bahnhofs Lutherstadt Wittenberg
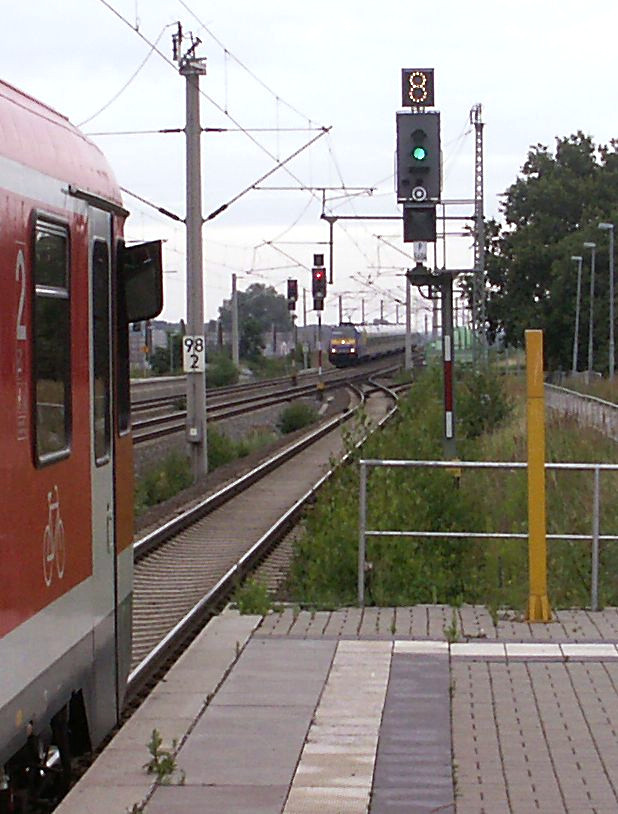
Ks-Signal im Bahnhof Pratau mit Signalbild Fahrt mit 80 km/h (Ks 1 mit Zs 3)
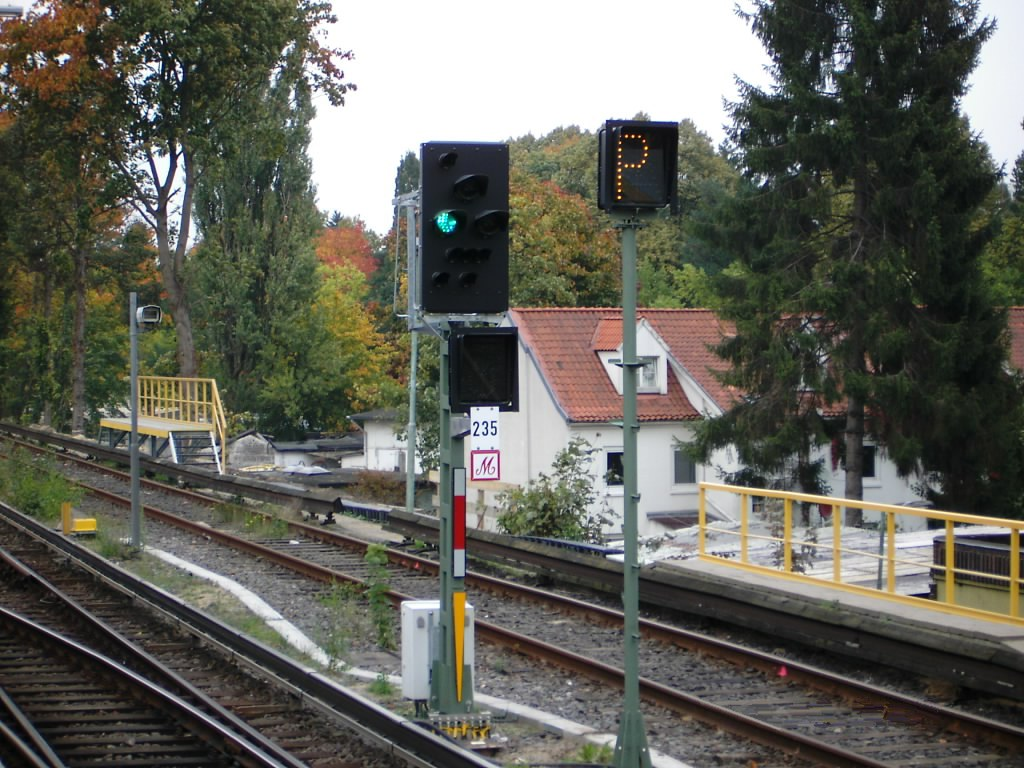
Ks-Signal in Hamburg-Ohlsdorf mit Signalbild Fahrt Richtung P Poppenbüttel
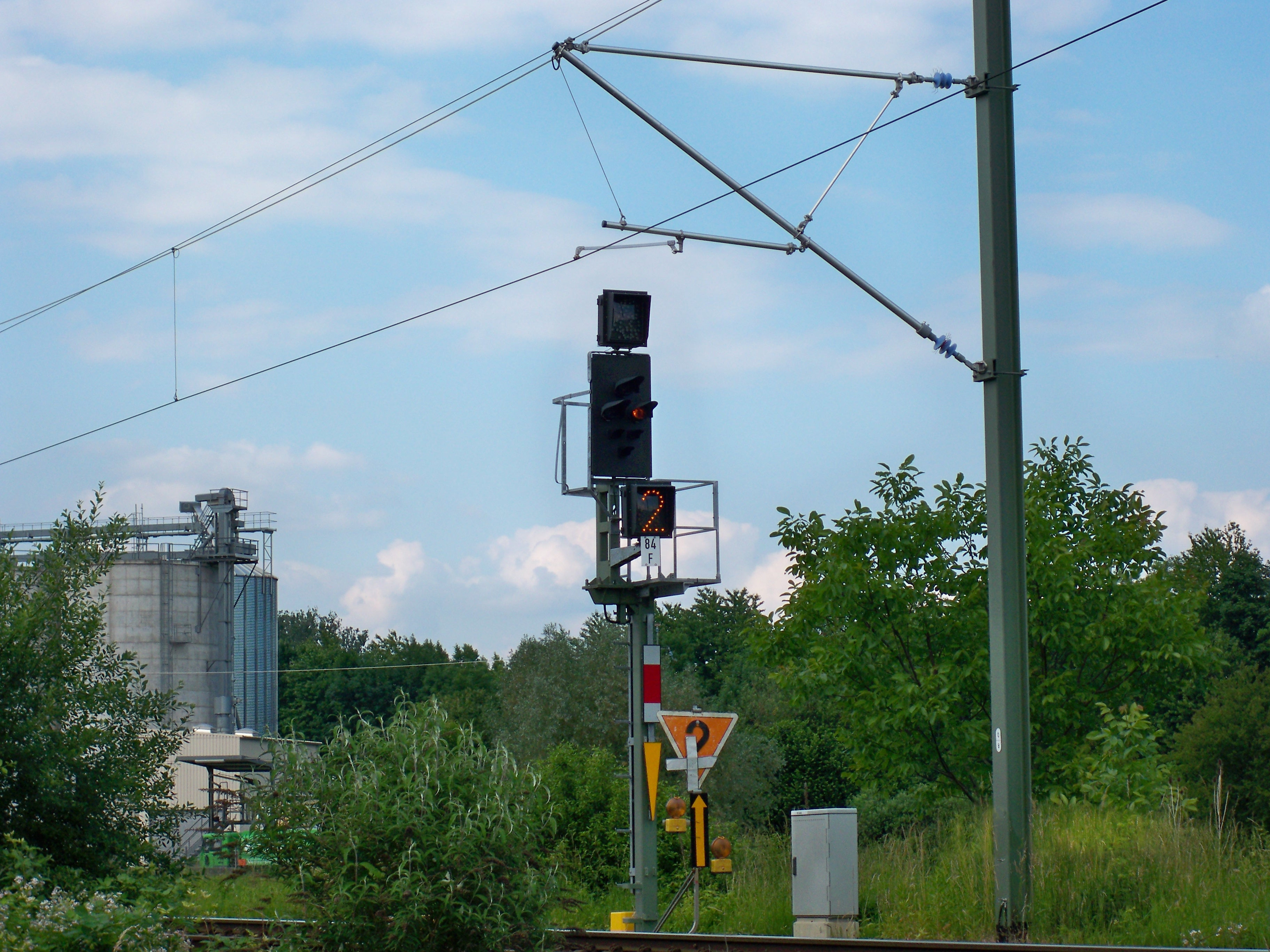
Ks-Signal als Einfahrsignal (Mehrabschnittsignal) im Bahnhof Meckesheim zeigt den Signalbegriff Ks 2 (Halt erwarten) in Verbindung mit Zs 3v (Geschwindigkeitsvoranzeiger) Kennzahl 2 (20 km/h erwarten)
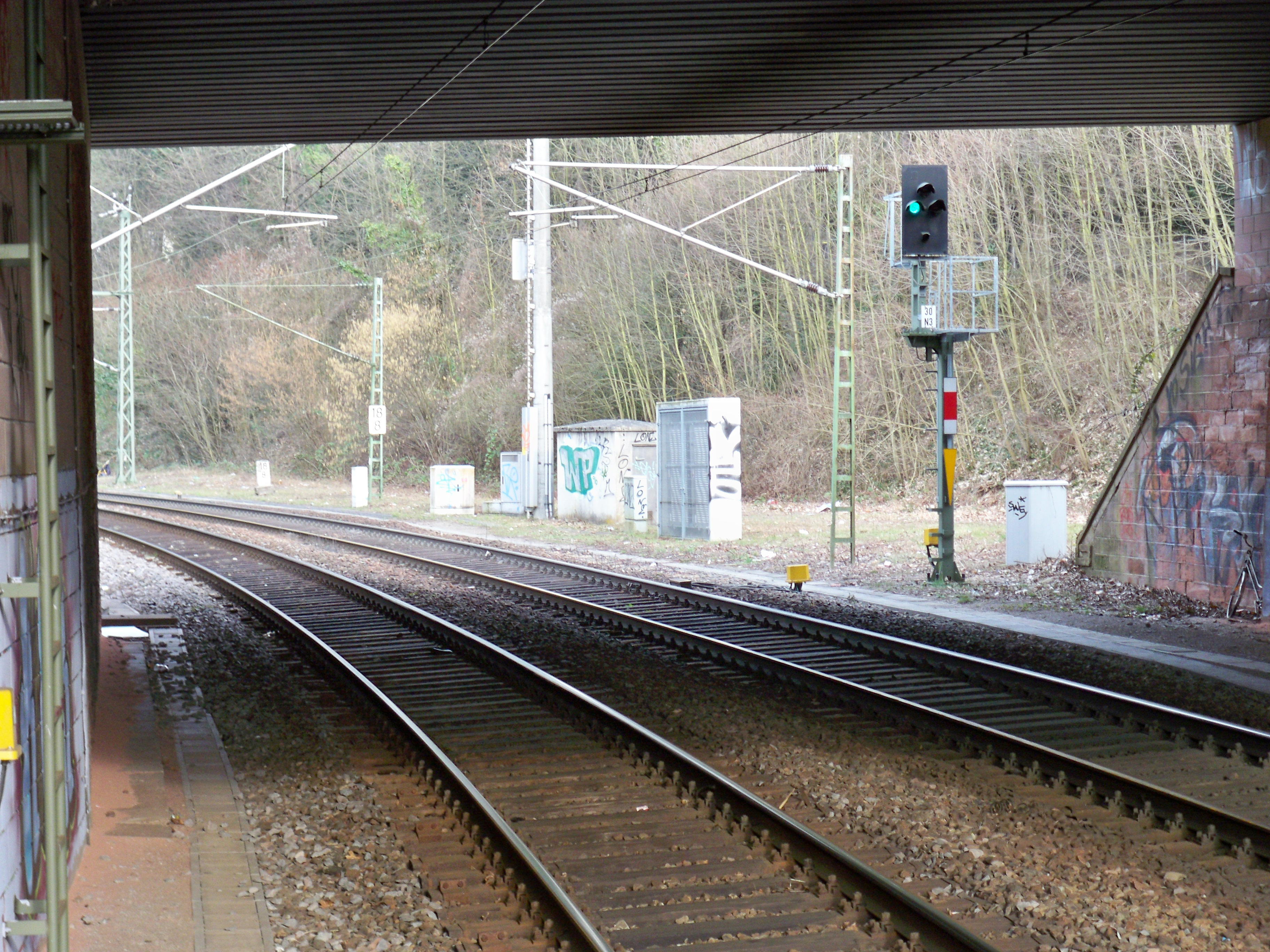
Ks-Hauptsignal mit Vorsignalfunktion (Mehrabschnittsignal) als Ausfahrsignal des Bahnhofs Heidelberg Hbf zeigt den Signalbegriff Ks 1 (Fahrt / Fahrt erwarten). Das nächste Hauptsignal steht in ca. 1400 m Entfernung im Königstuhltunnel.
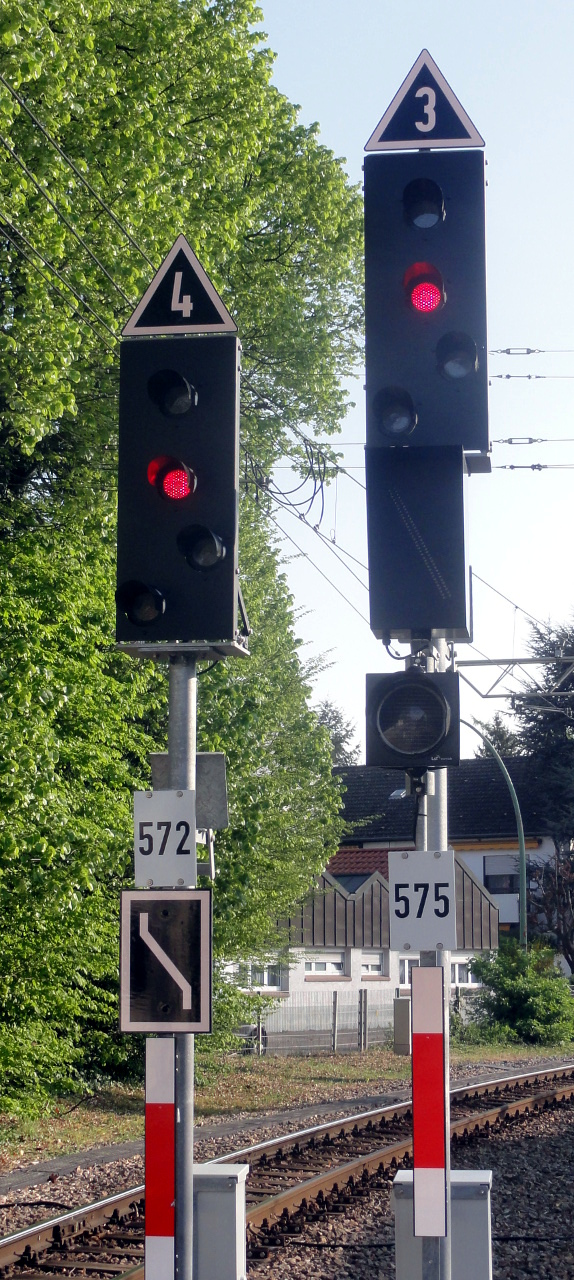
Zwei Ks-Signale im OEG-Bahnhof Viernheim in anderer Bauform als bei der DB üblich
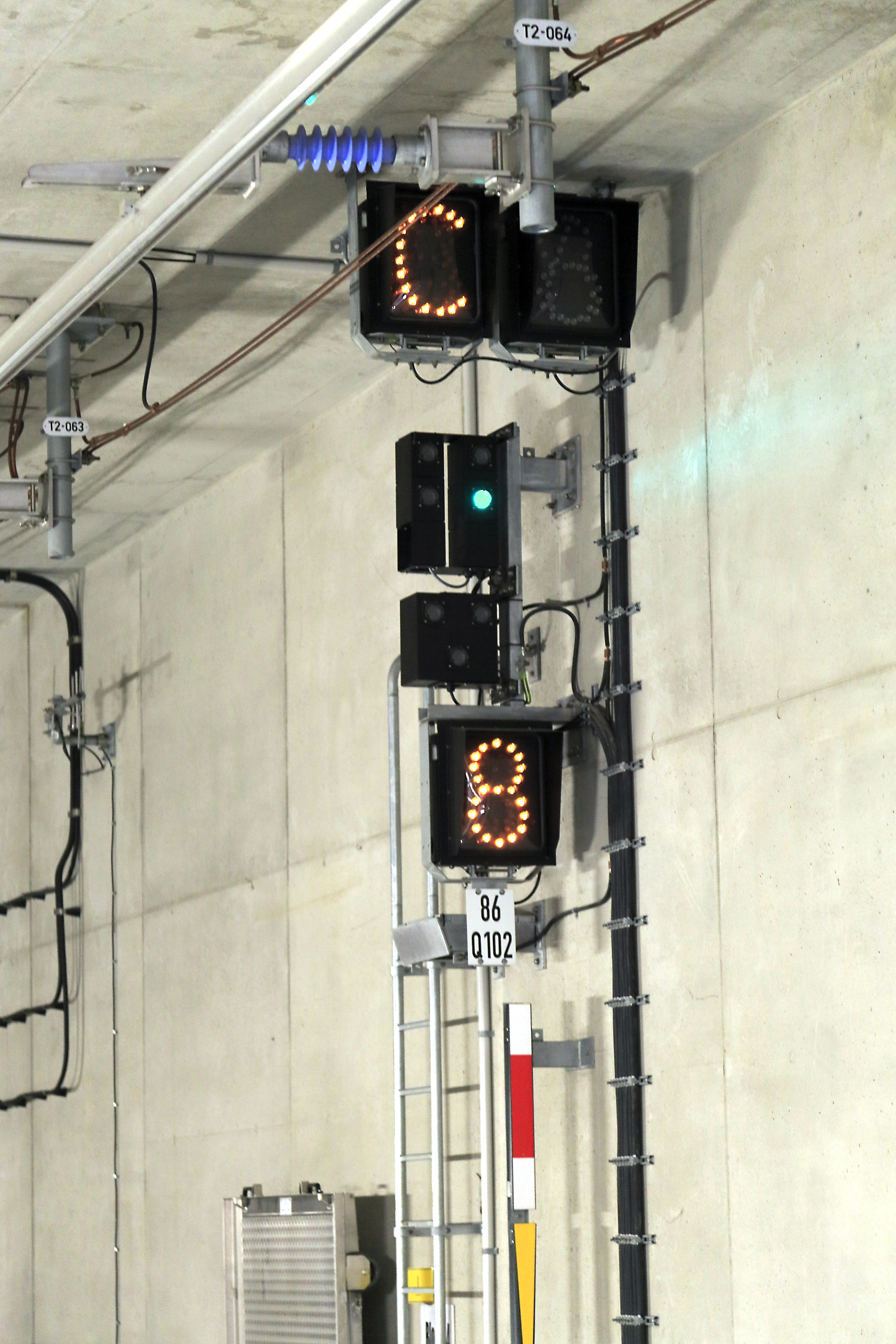
Ks-Signal einer für Tunnel optimierten Bauform im Bahnhof Leipzig Hbf (tief)
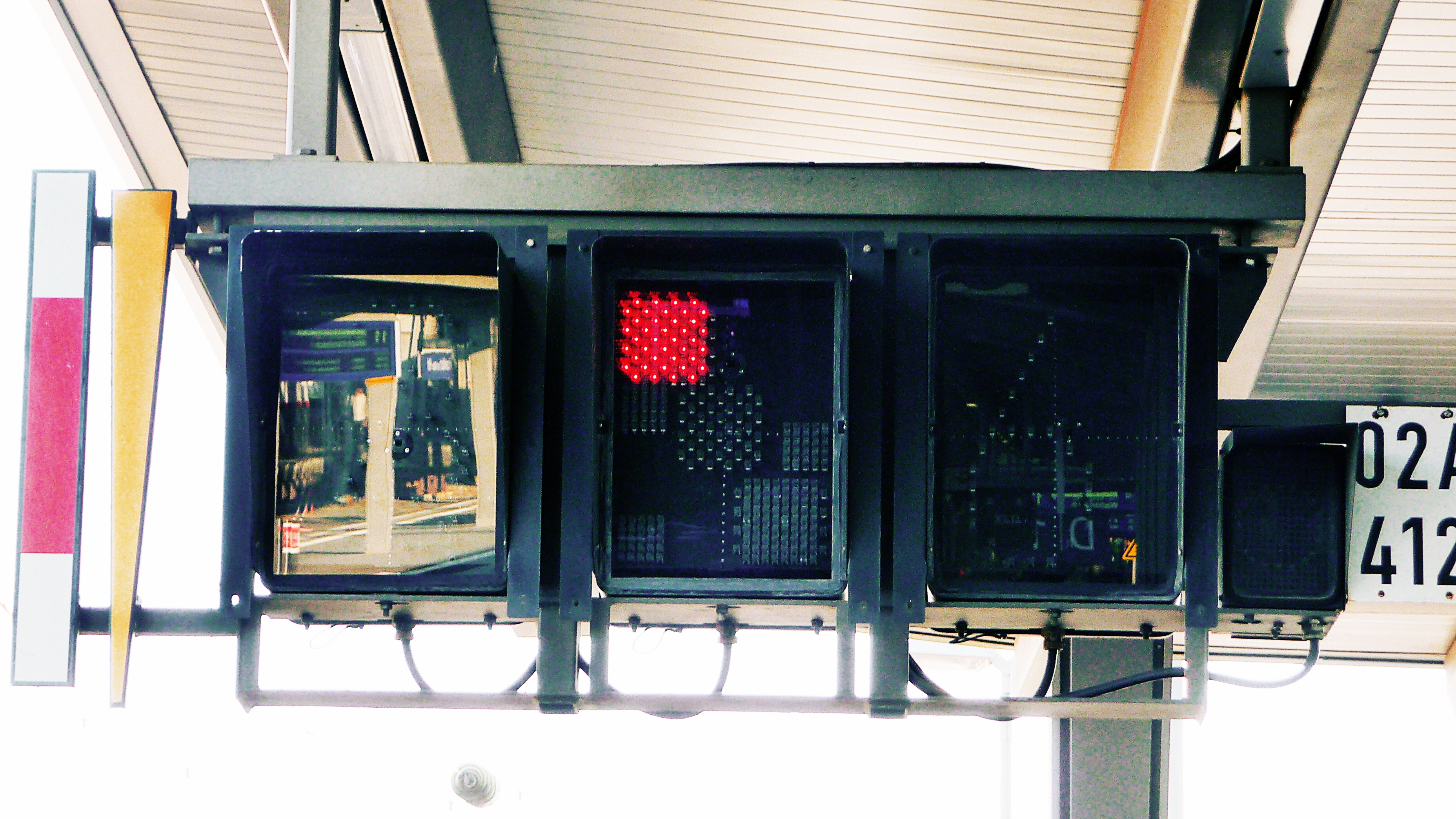
Spezielle Ausführung des Mehrabschnittsignals im Hauptbahnhof von Frankfurt am Main
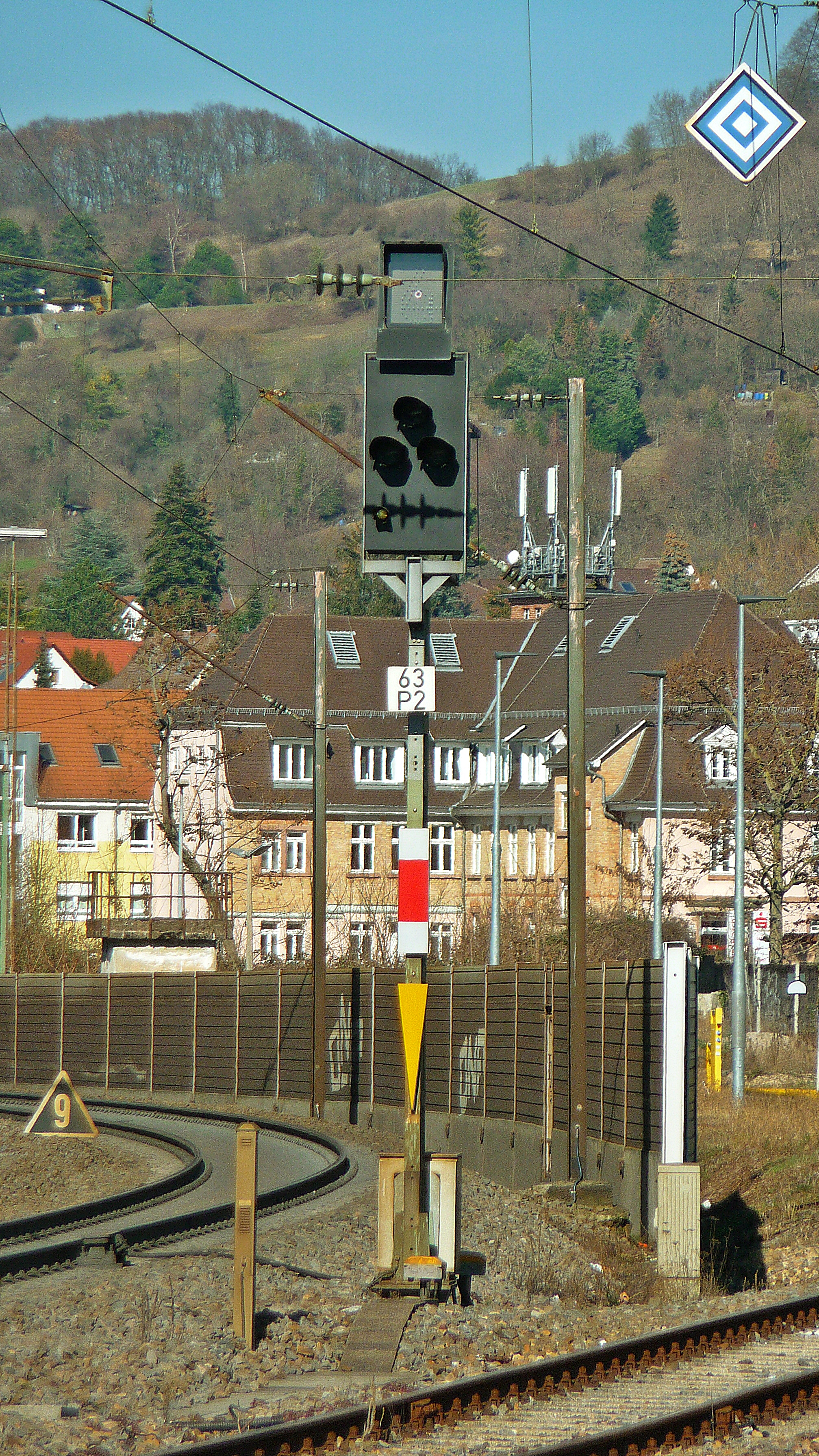
Ein Mehrabschnittsignal im Hauptbahnhof Weinheim. Das Signal ist betrieblich abgeschaltet, der Schirm ist daher bis auf das Kennlicht abgedunkelt.